# Norvegia Bank
Die Norvegia Bank (englisch) ist eine submarine Bank am Ostrand des Weddell-Meers. Sie liegt vor dem Kap Norvegia an der Prinzessin-Martha-Küste des ostantarktischen Königin-Maud-Lands.
Benannt ist sie auf Vorschlag des Vermessungsingenieurs und Glaziologen Heinrich Hinze vom Alfred-Wegener-Institut in Anlehnung an die Benennung des benachbarten Kaps. Dessen Namensgeber ist das Expeditionsschiff Norvegia, von dem aus der norwegische Polarforscher Hjalmar Riiser-Larsen im Februar 1930 zu seinem Antarktisflug startete.